# محمد بوضیاف (المسیله)
محمد بوضیاف (المسیله) (به عربی: محمد بوضياف) یک شهرداری در الجزایر است که در استان مسیله واقع شده‌است.